# Wet algemene bepalingen
De Wet algemene bepalingen is een Nederlandse wet die constitutionele bepalingen bevat.
De wet werd op 15 mei 1829 in Brussel uitgevaardigd, maar trad pas in werking op 1 oktober 1838.
De belangrijkste nog geldende bepaling is wellicht het in artikel 4 vervatte legaliteitsbeginsel:
De wet verbindt alleen voor het toekomende en heeft geene terugwerkende kracht.